# Ravež
Ravež (nemško Rausch) je naselje v Občini Grebinj v Okraju Velikovec na Koroškem v Avstriji.